# Peniculida
Ordre
Les Peniculida sont un ordre de Ciliés de la classe des Oligohymenophorea.

## Liste des familles et genres non-classés
Selon GBIF (17 décembre 2023) :
- Clathrostomatidae Kahl, 1926
- Cryptochilidae Berger in Corliss, 1979
- Lembadionidae Jankowski in Corliss, 1979
- Maritujidae Jankowski in Small and Lynn, 1985
- Neobursaridiidae Dragesco and Tuffrau, 1967,
- Parameciidae Dujardin, 1840
- Stokesiidae Roque, 1961
- famille incertae sedis
  - Schistophrya Kahl, 1933

## Systématique
Le nom valide de ce taxon est Peniculida Fauré-Fremiet in Corliss, 1956.